# Terminal Rodoviário José Rollemberg Leite
O Terminal Rodoviário de Aracaju, popularmente referido como Rodoviária Nova e oficialmente denominado Terminal Rodoviário José Rollemberg Leite é um terminal rodoviário localizado na cidade de Aracaju, Sergipe, sendo o principal terminal rodoviário estadual. Pertence a empresa Socicam.

## Características
A Rodoviária Nova, como é mais conhecida, recebe ônibus de viações estaduais, regionais e nacionais desde 1978, quando foi inaugurada em substituição ao antigo Terminal Rodoviário Luiz Garcia. Desde 1999 é administrado pela empresa Socicam. Pode-se ir e vir de muitas cidades de Sergipe, diversas cidades da Região Nordeste, além dos mais variados estados do Brasil. O Terminal Rodoviário de Aracaju está localizado na Avenida Presidente Tancredo Neves no bairro Capucho, na entrada da cidade para quem vem da BR-101.
Cerca de 14 empresas operam com transporte interestadual em Aracaju. Do fluxo total de passageiros no terminal José Rollemberg Leite, 16% são de viajantes de outros estados. As viações ali presentes são a Rota Transportes, Águia Branca, Real Alagoas, Gontijo, Progresso, Itapemirim, Emtram, Expresso Guanabara, Coopertalse e Coopetaju, A rodoviária possui horário direto para o interior de Sergipe, Bahia, Alagoas, Pernambuco, Paraíba, Rio Grande do Norte, Ceará, Mato Grosso, Goiás, Distrito Federal, Paraná, São Paulo, Rio de Janeiro e Minas Gerais. A rodoviária possui em sua estrutura:
- Guichê para compra de passagens
- 4 plataformas de embarques e desembarques
- Sanitário
- Praça de alimentação
- Ponto de táxi
- Achados e Perdidos
- Alimentação
- Balcão de Informações e telefones públicos
- Bancos e Caixas Eletrônicos
- Banheiros e acessibilidade para PCD
- Estacionamento
- Guarda Volumes
- Correios e encomendas
- Área comercial